# Martial Biguet
Martial Biguet, född 11 juni 1971, är en friidrottare från Centralafrikanska republiken. Han deltog vid olympiska sommarspelen 1992 och olympiska sommarspelen 1996.